# ジェレミー・ケネディ
ジェレミー・ケネディ（Jeremy Kennedy、1992年9月16日 - ）は、カナダの男性総合格闘家。ブリティッシュコロンビア州サレー出身。レボリューションMMA/エクストリーム・クートゥア所属。

## 来歴
12歳の時にボクシングとブラジリアン柔術を始め、2013年にプロ総合格闘技デビュー。

### UFC
2016年8月27日、UFC初参戦となったUFC on FOX 21でアレッサンドロ・リッチと対戦し、3-0の判定勝ち。
2018年2月11日、UFC 221でアレクサンダー・ヴォルカノフスキーと対戦し、パウンドで2RTKO負け。キャリア初黒星を喫した。

### PFL
2019年10月17日、PFL 8のフェザー級トーナメント準々決勝でルイス・ハファエル・ラウレンティーノと対戦し、パウンドで2RTKO勝ち。続くフェザー級トーナメント準決勝でダニエル・ピネダと対戦し、ギロチンチョークで1R一本負けを喫したが、試合後にピネダから禁止薬物の陽性反応が出たためノーコンテストに裁定が変更された。

### Bellator
2020年11月19日、Bellator初参戦となったBellator 253でマット・ベセットと対戦し、3-0の判定勝ち。
2021年4月9日、Bellator 256でフェザー級ランキング3位のアダム・ボリッチと対戦し、0-3の判定負け。
2021年12月3日、Bellator 272でフェザー級ランキング4位のエマニュエル・サンチェスと対戦し、3-0の判定勝ち。
2022年10月1日、Bellator 286でフェザー級ランキング3位のアーロン・ピコと対戦。1Rにピコが左肩を脱臼し、1R終了時にドクターストップでTKO勝ち。
2023年2月25日、Bellator 291でフェザー級ランキング3位のペドロ・カルヴァーリョと対戦し、3-0の判定勝ち。
2024年3月22日、Bellator Champions Series: BelfastのBellator世界フェザー級タイトルマッチで王者のパトリシオ・ピットブルに挑戦するも、パンチ連打で3RTKO負け。王座獲得に失敗した。

## 戦績
| 総合格闘技 戦績 | 総合格闘技 戦績 | 総合格闘技 戦績 | 総合格闘技 戦績 | 総合格闘技 戦績 | 総合格闘技 戦績 | 総合格闘技 戦績 |
| --------------- | --------------- | --------------- | --------------- | --------------- | --------------- | --------------- |
| 26 試合         | (T)KO           | 一本            | 判定            | その他          | 引き分け        | 無効試合        |
| 19 勝           | 7               | 2               | 10              | 0               | 0               | 1               |
| 7 敗            | 3               | 0               | 4               | 0               | 0               | 1               |

| 勝敗 | 対戦相手                             | 試合結果                                       | 大会名                                                                            | 開催年月日     |
| ×    | アダム・ボリッチ                     | 5分3R終了 判定0-2                              | PFL World Tournament 5: 2025 Semifinals 【2025年PFLフェザー級トーナメント補欠戦】 | 2025年6月12日  |
| ×    | モフリド・ハイブラエフ               | 5分3R終了 判定0-3                              | PFL 2025 World Tournament 【2025年PFLフェザー級トーナメント1回戦】                | 2025年4月3日   |
| ×    | ガブリエル・ブラガ                   | 5分3R終了 判定0-3                              | PFL 2024 CHAMPIONSHIPS                                                            | 2024年11月29日 |
| ×    | パトリシオ・ピットブル               | 3R 4:07 TKO（スタンドパンチ連打）              | Bellator Champions Series: Belfast 【Bellator世界フェザー級タイトルマッチ】       | 2024年3月22日  |
| ○    | ペドロ・カルヴァーリョ               | 5分3R終了 判定3-0                              | Bellator 291: Amosov vs. Storley 2                                                | 2023年2月25日  |
| ○    | アーロン・ピコ                       | 1R 5:00 TKO（ドクターストップ）                | Bellator 286: Pitbull vs. Borics                                                  | 2022年10月1日  |
| ○    | エマニュエル・サンチェス             | 5分3R終了 判定3-0                              | Bellator 272: Pettis vs. Horiguchi                                                | 2021年12月3日  |
| ×    | アダム・ボリッチ                     | 5分3R終了 判定0-3                              | Bellator 256: Bader vs. Machida 2                                                 | 2021年4月9日   |
| ○    | マット・べセット                     | 5分3R終了 判定3-0                              | Bellator 253: Caldwell vs. McKee                                                  | 2020年11月19日 |
| －   | ダニエル・ピネダ                     | ノーコンテスト（ピネダの薬物検査失格）         | PFL 8 【2019年PFLフェザー級トーナメント準決勝】                                   | 2019年10月17日 |
| ○    | ルイス・ハファエル・ラウレンティーノ | 2R 1:24 TKO（パウンド）                        | PFL 8 【2019年PFLライト級トーナメント準々決勝】                                   | 2019年10月17日 |
| ○    | スティーブン・サイラー               | 5分3R終了 判定3-0                              | PFL 5                                                                             | 2019年7月25日  |
| ×    | ルイス・ハファエル・ラウレンティーノ | 1R 0:23 TKO（左ハイキック→パウンド）           | PFL 2                                                                             | 2019年5月23日  |
| ○    | マラト・マゴメドフ                   | 3R 1:08 TKO（左フック→グラウンドの肘打ち連打） | Brave 21                                                                          | 2018年12月28日 |
| ○    | ダニエル・ピロ                       | 1R 2:02 KO（グラウンドの肘打ち連打）           | Brave 14                                                                          | 2018年8月8日   |
| ×    | アレクサンダー・ヴォルカノフスキー   | 2R 4:57 TKO（パウンド）                        | UFC 221: Romero vs. Rockhold                                                      | 2018年2月11日  |
| ○    | カイル・ボフニャク                   | 5分3R終了 判定3-0                              | UFC on FOX 25: Weidman vs. Gastelum                                               | 2017年7月22日  |
| ○    | ホニー・ジェイソン                   | 5分3R終了 判定3-0                              | UFC Fight Night: Belfort vs. Gastelum                                             | 2017年3月11日  |
| ○    | アレッサンドロ・リッチ               | 5分3R終了 判定3-0                              | UFC on FOX 21: Maia vs. Condit                                                    | 2016年8月27日  |
| ○    | ドリュー・ブローケンシャイア         | 5分3R終了 判定3-0                              | BFL 43                                                                            | 2016年3月7日   |
| ○    | マリオ・ペレイラ                     | 5分5R終了 判定3-0                              | BFL 34 【BFLフェザー級タイトルマッチ】                                            | 2015年1月24日  |
| ○    | アンドレ・ダ・シウバ                 | 2R 3:15 リアネイキドチョーク                   | BFL 32                                                                            | 2014年8月23日  |
| ○    | マシュー・ミドルトン                 | 1R 2:35 ペルビアンネクタイ                     | CMFC: Chiang Mai Fighting Championship 4                                          | 2014年7月26日  |
| ○    | ビクター・ラーソン                   | 2R TKO（パンチ連打）                           | SMMAF: Songkran MMA Festival                                                      | 2014年4月12日  |
| ○    | ナッサポール・サナルエタイ           | 1R 3:58 KO（パンチ連打）                       | CMFC: Chiang Mai Fighting Championship 2                                          | 2014年3月7日   |
| ○    | ブレイク・シーリング                 | 2R 2:11 TKO（ドクターストップ）                | FFL 10                                                                            | 2013年11月8日  |
| ○    | ダン・リン                           | 5分3R終了 判定3-0                              | BFL 24                                                                            | 2013年6月8日   |

## 獲得タイトル
- BFLフェザー級王座（2015年）